# Heavy Equipment Production Company
Heavy Equipment Production Company (HEPCO) ist ein iranisches Unternehmen, das Baumaschinen, landwirtschaftliche Maschinen, Eisenbahnwaggons, Lastwagen und die Ausrüstung der Mineralölunternehmen, Energiewirtschaft, Metall- und Bergbauindustrie in Arak herstellt. Bei dem Unternehmen handelt es sich um den größten Hersteller von Schwermaschinen im Nahen Osten. Es beschäftigt rund 1.500 Mitarbeiter und verfügt über eine jährliche Produktionskapazität von 4.800 Einheiten.
HEPCO arbeitet heute eng mit folgenden Unternehmen zusammen: Volvo, Komatsu, Liebherr, New Holland, Caterpillar, Hyster, XCMG, Ingersoll Rand, Case IH, Case CE, Deutz, Cummins, Landini, Beiqi Foton Motor, Siemens, Alstom, SMS Group, Astra, Doosan, ELIN, Berco, Carraro, Rexroth und Sauer.